# Конфликт на киргизско-таджикской границе (2022)
Конфликт на киргизско-таджикской границе 2022 года — конфликт между военнослужащими Кыргызстана и Таджикистана, начавшийся 14 сентября, накануне саммита ШОС в Самарканде, и продлившийся до 19 сентября.
Данный конфликт является самым масштабным и кровопролитным за всю историю киргизско-таджикских конфликтов на границе. Обе стороны обвиняли друг друга в начале боевых действий. По данным властей Кыргызстана, во время конфликта с киргизской стороны погибло 63 человек и около 140 тысяч человек было эвакуировано. По данным МИД РТ с таджикской стороны погибло 83 человек. «Радио Озоди» опубликовало поименный список из 83 погибших с таджикской стороны. По данным властей Кыргызстана в боях было убито больше 200 таджикских военнослужащих, около 400 ранены.
По данным властей Таджикистана за последние 12 лет на таджикско-киргизской границе произошло более 230 инцидентов с применением оружия.
20 сентября 2022 года страны подписали мирное соглашение.

## Предыстория
Кыргызстан и Таджикистан разделяют 984 километра государственной границы. При этом около половины линии не демаркировано, из-за чего у приграничных жителей обоих государств возникают проблемы из-за доступа к воде, пастбищам и дорогам. Спорные территории в длину составляют примерно 30 % от границы двух стран.
Баткенская область — это отдалённый регион Кыргызстана, который граничит как с Узбекистаном, так и с Таджикистаном. На территории области находятся семь анклавов (территорий одного государства, окружённых другим), и начало этого вооруженного конфликта вспыхнуло вблизи второго по величине анклава в регионе, Воруха. Там проживает 35 тысяч граждан Таджикистана.
Непосредственно вблизи села Ходжаи-Аало пролегает перекресток — участок киргизской дороги — единственный способ добраться из Лейлекского района в Баткенский район, и таджикской дороги из Воруха в Исфару (39°57′24″ с. ш. 70°30′51″ в. д.).

Споры вокруг границ начались еще в советское время. К примеру, в 1974, 1982 и 1989 годах случился конфликт между жителями киргизских и таджикских сёл, расположенных около Воруха. И тогда тоже недопонимание возникало из-за земли и воды.
«Переговоры с Таджикистаном по поводу границ можно условно разделить на три этапа. Первый длился с 2002 по 2010 годы. И тогда особо серьезных конфликтов на границе не происходило, так как уточняли линию рубежей в горных районах, и если быть точнее, то пограничную зону в Чон-Алайском районе Ошской области. Затем, до 2012 года, динамика снизилась, и с 2012 по 2020 годы мы прошли второй этап, который оказался очень сложным. Согласовывались границы на равнинах, а их требования (таджикской стороны — прим ред.) стали более серьёзными. Они апеллировали своим документом, мы придерживались своего, и возникло противостояние. Третий этап начался в 2020 году, когда наши соседи перешли к использованию тяжелой военной техники», − констатирует бывший руководитель Государственной погранслужбы КР, генерал Токон Мамытов.
Как отмечает российский политолог Аркадий Дубнов в беседе на телеканале TV1 KG.
«Проблема, конечно, очень серьёзная. Раньше Ворух не был анклавом. Он действительно был частью таджикской территории. Ну а потом, в 50-е годы кыргызские власти, между прочим, волевым решением его Ворух сделали анклавом, чтобы иметь возможность провести дорогу в свой Лейлекский район. Прямой дороги через свою территорию в этот район не имели, туда можно было попасть только через горные хребты. Понятно, что это невозможно. И это решение кыргызских властей не было согласовано в свое время с Таджикистаном. И Москва не приняла это решение. И оно так и осталось до 1991 года распада Союза. А сейчас это стало чудовищной проблемой»
Экс-мэр города Исфары и неоднократный участник межправительственных переговоров Мирзошариф Исломидинов в интервью медиа-группе «Азия-Плюс» рассказал, основываясь на картах и документах, что Ворух никогда не был анклавом, и вся территория вокруг него была в составе Таджикской ССР:
- Впервые граница между Исфаринским районом и Баткенским районом, в то время Кара-киргизской автономной областью в составе России была определена постановлением ЦК Коммунистической партии большевиков в 1924 году. И тогда Ворух не был анклавом, существовала прямая открытая территория, дорога, соединяющая Ворух с остальной территорией Исфаринского района[источник не указан 571 день].
- Второй документ — это Постановление заседания Президиума ЦИК СССР от 04.05.1927 года. Данное Постановление было принято к сведению Постановлением Президиума ЦИК Узбекской ССР от 23.05.1927 года № 15/4 и Постановлением Президиума ЦИК Киргизской АССР от 07.06.1927 года № 27. И тогда ясно было определено, что Ворух не является анклавом и полноценно входит в состав Исфаринского района[источник не указан 571 день].
- Третий правовой документ, определяющий границу между Исфаринским районом и Баткенским районом, был принят Совнаркомом СССР в 1947 году при уточнении разночтений в определении линии прохождения межреспубликанской границы между Узбекистаном и Кыргызстаном. По утвержденной этим документом карте также, на который ссылается карта ГУК — Главного управления картографии Советского Союза, также Ворух не был анклавом и вся территория вокруг Воруха, которую сейчас занимает Кыргызстан, была в составе Таджикской ССР[источник не указан 571 день].

Состояние Воруха как анклава выгоден Кыргызстану, для которого нет иной дороги к Баткенской области, кроме горной области восточнее Воруха и невыгоден Таджикистану, так как огромное количество людей остаётся внутри границ Кыргызстана [зачем?].
Между Кыргызстаном и Таджикистаном осталось еще 308 километров неописанной границы (32 % всей протяженности), по которым власти двух стран не могут договориться.
Предыдущий крупный конфликт на киргизско-таджикской границе прозошёл в 2021 году и унес жизни 55 человек, число пострадавших по обе стороны границы достигло 205 человек.
Многие местные жители были вынуждены покинуть свои дома и вернулись к сожжённым жилищам. Правительства обеих стран приложили все усилия, чтобы восстановить разрушенную инфраструктуру, однако за последние несколько дней многие новопостроенные дома были снова сожжены.

## Ход событий
За 9 месяцев 2022 года на границе Кыргызстана и Таджикистана произошло 14 конфликтов, во время отдельных из них приграничные села КР подверглись нападениям.
27 января произошла стычка в селе Кок-Таш Баткенского района, где пересекаются территории двух стран (кирг. Торт-Кочо; тадж. Зарафшон). Это перекресток двух дорог — трассы Баткен — Исфана (Кыргызстан) и той, которая ведёт к джамоату Воруху (Таджикистан). Но позже Погранслужба КР сообщила, что со стороны Таджикистана огонь был открыт в другой местности — Чыр-Добо. Со стороны Киргизстана ранения тогда получили 13 человек, а информационное агентство Таджикистана «Ховар» сообщило о гибели двух таджикистанцев и 10 раненых.
10 марта в местности Тескей Баткенского района была зафиксирована перестрелка, которая длилась 10 минут. С киргизской стороны никто не пострадал, Таджикистан официально по этому поводу ничего не сообщал.
Ночью 11 марта около 02:50 произошла перестрелка между пограничниками двух стран. Длилась она около 20 минут и прекратилась в 03:10.
24 марта конфликт с применением оружия случился в селе Борбордук Лейлекского района.
Вечером 12 апреля, примерно в 21:17 на границе вновь прозвучала стрельба — как раз во время переговоров пограничных представителей двух республик. В результате 30-минутной перестрелки был ранен киргизский пограничник.
3 июня перестрелка с пограничниками Таджикистан произошла в местности Булак-Башы Баткенского района. Тогда ранения получили двое военнослужащих КР.
14 июня перестрелка случилась между пограничниками застав «Булак-Башы» (Кыргызстан) и «Кех» (Таджикистан). По данным радио «Озоди», в результате случившегося погиб 26-летний таджикистанский пограничник.
А с 14 по 17 сентября на границе Кыргызстана с Таджикистаном огонь велся из всех орудий. Это был наиболее масштабный конфликт между двумя странами за период их независимости. Помимо этого стрельба была слышна и в Чон-Алайском районе Ошской области.

Мэрия Исфары сообщили, что короткая перестрелка между киргизскими и таджикскими пограничниками произошла около 7:15 по местному времени:
«14 сентября примерно в 07:15 в приграничной местности Кех, джамоата Ворух города Исфары пограничниками и военнослужащими Кыргызстана без каких-либо оснований был открыт огонь в сторону наряда таджикских пограничников, несущих службу в этой местности. Исходя из сложившейся ситуации, таджикскими пограничниками был открыт ответный огонь».
Через некоторое время было сообщено, что один таджикский пограничник был убит, а двое других получили ранения в ходе столкновений с киргизскими пограничниками, которые обвинили Таджикистан в занятии позиций в демаркированном районе. Позже в тот же день сообщалось о двух убитых пограничниках и ещё 11 раненых, пятеро из которых были гражданскими лицами.
После нескольких попыток было достигнуто прекращение огня. Однако через три часа он был нарушен, и киргизская сторона объявила, что 24 человека погибли и ещё 87 получили ранения. Парламент Кыргызстана провёл экстренное заседание в связи с сложившейся ситуацией. По меньшей мере 142 000 человек, жителей Кыргызстана были эвакуированы из зоны конфликта.
Кыргызстан объявил чрезвычайное положение в Баткенской области.

### Эскалация
14 сентября один таджикский пограничник был убит, а двое других получили ранения в ходе столкновений с киргизскими пограничниками, которые обвинили Таджикистан в занятии позиций в демаркированном районе. Позже в тот же день сообщалось о двух убитых пограничниках и ещё 11 раненых, пятеро из которых были гражданскими лицами.
16 сентября конфликт обострился. Сообщалось об использовании бронетехники, а также о бомбардировке аэропорта киргизского города Баткен. Таджикистан обвинил Кыргызстан в обстреле заставы и семи приграничных деревень из тяжелого вооружения. Таджикские войска также вошли в приграничную с Кыргызстаном деревню. Кыргызстан сообщил о по меньшей мере 31 раненом, в то время как один мирный житель был убит, а ещё трое получили ранения, по данным таджикских сил в Исфаре.
После нескольких попыток было достигнуто прекращение огня. Однако через три часа он был нарушен, и Кыргызстан объявил, что 24 человека погибли и ещё 87 получили ранения. Парламент Кыргызстана провёл экстренное заседание в связи с сложившейся ситуацией. По меньшей мере 142 000 человек были эвакуированы Кыргызстаном из зоны конфликта. Таджикистан заявил, что 15 его мирных жителей были убиты в результате удара киргизского беспилотника Bayraktar TB2 по мечети сельской общины Овчи-Калача. Кыргызстан объявил чрезвычайное положение в Баткенской области.

## Мнение экспертов
- Историк, научный сотрудник Центра постсоветских исследований ИМЭМО РАН Станислав Притчин рассказал о причинах конфликта между Кыргызстаном и Таджикистаном:

«В 1991 году ситуация кардинальным образом поменялась. Эта административная граница стала государственной со всеми необходимыми атрибутами: пограничниками, военными, таможней и всеми остальными делами. С учетом того, что граница между Кыргызстаном и Таджикистаном проходит по очень тяжелой горной местности и протяженность ее 980 километров, то понятно, что определить ее достаточно непросто даже при нормально работающих государственных институтах».

## Участие террористических организаций в столкновениях
15 сентября глава киргизского ГКНБ Камчыбек Ташиев заявил о участии в конфликте «бородатых людей в черной одежде». По словам Ташиева, участие лиц без опознавательных знаков отличает нынешний конфликт от предыдущих. Уже во время горячей фазы конфликта был опубликован ряд видеодоказательств того, что вооруженные лица захватывали здания в покинутых после эвакуации киргизских посёлках, развешивая там флаги Таджикистана, подрывали объекты гражданской инфраструктуры. Все эти видео боевики снимали и распространяли сами. Секретарь СБ Кыргызстана Марат Иманкулов не исключил вероятность того, что на стороне Таджикистана во время приграничного конфликта участвовали этнические таджики Афганистана.
«Убитые есть среди военнослужащих, пограничников, даже сотрудников МЧС, которые оказывали помощь людям. Некоторые были убиты путём истязаний, резали, уши отрезали, глумились над трупами. Раньше такого не было, раньше мы такого не замечали. Это признаки того, что в этих боевых действиях участвовали, возможно, представители экстремистских и террористических организаций». По словам Иманкулова, упомянутые неустановленные лица вели хаотичный огонь. Киргизская сторона обладает видеозаписями, подтверждающими данные факты. В частности, на кадрах одной из них удалось достоверно идентифицировать гражданина Афганистана, заявил он.
Возможно, речь шла об силах ФНСА, возглавляемый Ахмадом Масудом, офис которого по данным некоторых СМИ находится в Душанбе, но власти Таджикистана отрицали участие террористических организаций в конфликте.

## Реакция сторон

### Реакция Кыргызской Республики
Киргизская сторона заявила о том, что Таджикистан совершил заранее спланированный акт вооруженной агрессии с целью захвата территорий КР. Фрагмент заявления МИД Кыргызской Республики:
«Министерство иностранных дел Кыргызской Республики считает необходимым заявить, что расценивает события, произошедшие 14-17 сентября 2022 года на своей суверенной территории, как заранее спланированный вооруженный акт агрессии Республики Таджикистан в отношении нашего государства.
Ответственно заявляем, что информация МИД и других компетентных органов Республики Таджикистан не соответствует действительности. У киргизской стороны имеются все доказательства (фото- и видеоматериалы), где зафиксировано начало агрессии, а также все бесчинства и преступления, совершенные таджикскими военнослужащими на территории Кыргызской Республики. В случае необходимости киргизская сторона готова предоставить эти доказательства.
Кыргызская Республика действовала исключительно с оборонительной позиции, не имея цели захвата чужой территории в отличие от таджикской стороны, которая вероломно посягнула на территориальную целостность и суверенитет Кыргызстана, что в очередной раз подтверждает наличие территориальных претензий Таджикистана.

Крайнюю озабоченность вызывает активное участие с таджикской стороны нерегулярных военизированных формирований. Действия таджикской стороны могут привести к развязыванию масштабного межгосударственного конфликта, а также к дестабилизации ситуации в центральноазиатском регионе в целом. Более того, спровоцированная таджикской стороной ситуация к настоящему времени уже привела к потерям среди мирного населения, военнослужащих, серьёзному ущербу военной и гражданской инфраструктуре, здоровью и имуществу местных жителей».
20 сентября 2022 года в своем выступлении перед Генеральной Ассамблеей ООН Президент КР Садыр Жапаров раскритиковал Президента Таджикистана Эмомали Рахмона за несоблюдение Алма-Атинской декларации «О соблюдении суверенитета, территориальной целостности и неприкосновенности границ государств-участников Содружества Независимых Государств». Киргизский лидер также упомянул конфликт в апреле-мае 2021 года, когда на границе погибло 36 граждан Кыргызстана. Президент Садыр Жапаров открыто заявил о вооружённой агрессии Таджикистана по отношению к Кыргызстану. Жапаров отметил героизм киргизских солдат и заявил, что Кыргызстан никогда не начинал конфликты первым, всегда стараясь не прибегать к использованию оружия, но каждый раз киргизской стороне приходится отвечать. Кыргызстан не претендует на чужие земли, но и сантиметра своей земли не намерен отдавать кому либо, заявил Президент Кыргызской Республики.

### Реакция Республики Таджикистан
Таджикская сторона заявила о том, что Кыргызстан совершил заранее спланированный акт агрессии против Таджикистана с целью интенсивного освоения водных ресурсов трансграничного стока. Фрагмент из заявления МИД Таджикской Республики:
«За последние 12 лет на таджикско-кыргызской границе произошло более 230 инцидентов с применением оружия. В первые годы мы всячески воздерживались от каких-либо ответных шагов, хотя мы несли потери как среди мирных граждан, так и среди своих военнослужащих. Но наше руководство всегда сдерживало горячие головы, чтобы не упустить ситуацию из-под контроля, вернуть ее в переговорное русло, тогда как наши соседи вели абсолютно другую политику: в 2015 году они приняли закон „О пограничных уполномоченных“, согласно которому почти любой совершеннолетний может носить и использовать оружие.
Кыргызстан в последние годы проводит очень агрессивное, интенсивное освоение водных ресурсов трансграничного стока.
В частности, это касается реки Хоча Бокирган, которая питает Худжандскую агломерацию: город Худжанд и прилагающие к нему районы с населением более полумиллиона человек. Реализация этих проектов чревато тем, что наше население останется без питьевой воды, а сельхозугодия без поливной воды. Это противоречит документам, в которых расписаны совершенно чёткие цифры водораздела этой реки, и которые подписывали уполномоченные лица Кыргызской Республики.
Мы последние годы наблюдали, что Кыргызстан проводил разного рода военные учения в своих южных областях, но полный отвод воинского контингента в места прежней дислокации не зафиксированы. То есть эти воинские формирования оставались на новых позициях, непосредственно примыкающих к границе с Таджикистаном…».

МИД Таджикистана заявил о том, что Кыргызстан совершил заранее спланированный акт агрессии в отношении Таджикистана. По словам замминистра иностранных дел РТ Содик Имоми, Кыргызстан проводит неприкрытую принудительную сегрегационную политику в отношении Таджикистана. Он также отметил, что таджикская сторона расценивает «информационную кампанию Киргизстана против Таджикистана, как часть агрессивной политики, которая неприкрыто продолжается в последние годы руководством Киргизстана». Ссылаясь на карты 1920-30х годов, замминистра МИД РТ заявил о том, что Ворух не является анклавом и связан с остальной частью Таджикистана.
21 сентября Пограничные службы Таджикистана заявил о нарушении договорённостей Кыргызстаном, киргизские БТР, БМП, БРДМ и ЗУ были обнаружены вблизи пограничной заставы «Сархадчи» в Лахшском районе, около 12 единиц техники находились рядом с населенным пунктом А. Лохути Канибадама.
На небольшом расстоянии от погранзаставы № 3 «Нуробод» в Деваштичском районе заметили войска специального назначения Киргизстана численностью в 70 человек.
Кроме этого, в Таджикистане заявили о многочисленных нарушения воздушного пространства страны. Киргизские БПЛА пролетали над Исфарой, районами Деваштич, Бободжон-Гафуровским, Джаббор-Расуловским и Рашт, погранзаставами «Сархадчи» и «Ширинчашма» в Лахшском районе, «Росровут» и «Муряк» в районе Деваштич, а также над воинскими частями Минобороны республики.

В ведомстве заявили:
«При несоблюдении соседней страной ранее достигнутых договоренностей Таджикистан будет воспринимать ситуацию как подготовку к очередной агрессии. Ответственность при этом будет лежать на киргизской стороне».